# 天野聰美
天野聰美（日语：／ Amano Satomi，11月29日—）是日本的女性聲優，神奈川縣出身。隸屬於VIMS。

## 人物
曾就讀日本播音演技研究所，後來加入VIMS。
初次演出的作品角色是《偶像大師 灰姑娘女孩》中的白菊螢。
興趣、特技是蒐集化妝品、茶道、氣球藝術、削蘋果皮。

## 演出作品
※粗體字為主要角色。

### 電視動畫
2019年
- 偶像大師 灰姑娘女孩劇場 CLIMAX SEASON（白菊螢）
- 普通攻擊是全體二連擊，這樣的媽媽你喜歡嗎？
- 神田川JET GIRLS（客）

2020年
- 球詠（山崎珠姬[3]）
- ARGONAVIS from BanG Dream!（路人）
- 在魔王城說晚安（女僕）
- 熊熊勇闖異世界（米莎娜·法蓮格崙[4]、小孩、蕾拉）

2021年
- 工作細胞!!（血小板1）
- 只有我能進入的隱藏迷宮（小孩、米拉、貴族A、皮克西）
- 花樣滑冰Stars（ミリオンファン）
- 死神少爺與黑女僕（女僕C）
- Tropical-Rouge！光之美少女（仲川詩織）
- 陰陽眼見子（石原）

2022年
- 怪人開發部的黑井津（沃爾夫·貝特[5]）
- 終末的後宮（北山玲奈）
- Healer Girl 歌癒少女（ゆい）
- 朋友遊戲（心木遊[6]）
- 街角魔族 2丁目（同班同學）
- 不道德公會（蕾亞、里安·維克托魯）

2023年
- 最強陰陽師的異世界轉生記（女考生）
- 熊熊勇闖異世界Punch！（米莎娜·法蓮格崙[7]）
- 第二次被異世界召喚（花柱夕陽[8]）
- 異世界一擊殺姊姊 ～姊姊同伴的異世界生活開始了～（黑貓）
- 和山田談場Lv999的戀愛（白石）
- 堀與宮村 -piece-（女學生B）
- 無職轉生II～到了異世界就拿出真本事～（女學生A）
- 超超超超超喜歡你的100個女朋友（淺川）

2024年
- 杖與劍的魔劍譚（珂蕾特·羅瓦爾[9]）
- 異世界悠閒紀行～邊養娃邊當冒險者～（露娜）
- 【我推的孩子】 第2期（露娜）
- Re:從零開始的異世界生活 3rd season（提娜）
- 嘆氣的亡靈想隱退（可蘿伊·韋爾達[10]）

2025年
- 青春之箱

### 劇場版動畫
2020年
- 劇場版 高校艦隊（河野燕）

### 網路動畫
2020年
- 偶像大師 灰姑娘女孩劇場 Extra Stage（白菊螢）

### 遊戲
2019年
- 偶像大師 灰姑娘女孩（白菊螢）
- 偶像大師 灰姑娘女孩 星光舞台（白菊螢）
- Devil Book 命運之書（艾普琳、瑪莉）
- 8 beat Story♪（水瀨鈴音（第2代）[11]）
- 初音島4（日下可純[12]）
- 怪物彈珠（2019年 - 2021年 小空[13]、貝妮特[14]）

2020年
- 閃耀幻想曲（山崎珠姬）
- 熊熊勇闖異世界（米莎娜·法蓮格崙[15]）

2021年
- 魔法禁书目录 幻想收束（派翠西亚·柏德蔚）

### 其他
- MEM計畫（天宮萌奈香[16]）

## 外部連結
- 事務所官方簡歷（页面存档备份，存于）（日語）